# 四重人格
『四重人格』（よんじゅうじんかく、Quadrophenia）は、イギリスのロックバンド、ザ・フーの6作目にあたるスタジオ・アルバム。1973年10月にリリースされた。全英、全米共に最高位2位。『ローリング・ストーン誌が選ぶオールタイム・ベストアルバム500』に於いて、267位にランクイン。
作詞・作曲は全てギタリストのピート・タウンゼントによる。

## 解説
1969年発表の『トミー』以来となる、ロック・オペラ・アルバムである。2枚組の大作でありながら、イギリス、アメリカ共にチャートの2位を記録する大ヒットとなった。サウンド面では前作『フーズ・ネクスト』で初めて導入したシンセサイザーが多用され、前作以上に複雑で色彩豊かな音造りになっている。ザ・フーではそれまでもピート・タウンゼントが最も多くの楽曲を提供してきたが、本作は彼が全収録曲を書いた唯一のオリジナル・アルバムで、彼に次いで多くの楽曲を提供してきたジョン・エントウィッスルの曲はない。エントウィッスルがリード・ヴォーカルをとる曲も含まれなかった一方、キース・ムーンが「ベル・ボーイ」でベル・ボーイの役を担ってリード・ヴォーカルをロジャー・ダルトリーと分担した。
物語の舞台は1960年代中期のロンドン、架空のモッズ青年ジミーの多重人格と精神的な葛藤を軸に展開される。『トミー』や頓挫した『ライフハウス』とは異なり自分達のルーツを題材にしているが、タウンゼントによればこれは自叙伝ではなく、ザ・フーの歴史がメンバーではなく観客によって作られてきた事を示しているという。またジミーを支配する4つの人格はメンバー4人の人格を割り振ったものである。全17曲の収録曲のうち、「ヘルプレス・ダンサー」はダルトリー、「ベル・ボーイ」はムーン、「イズ・イット・ミー」はエントウィッスル、「愛の支配」はタウンゼントの人格を反映した、各人のテーマ曲である。なお、タウンゼントが1985年に上梓した小説『四重人格（原題：Horse's Neck）』には、本作との直接の関連はない。
本作も『トミー』同様、歌詞を追うだけでは物語の内容が把握しづらいが、本作ではタウンゼントによるライナーノーツと物語の内容を補完した44ページにわたる写真集が付属されている。だが、やはり本作でも物語の結末は明確に示されず、その解釈はリスナーに託されている。写真撮影はジャケットがダルトリーの従兄弟にあたるグラハム・ヒューズ、写真集がイーサン・ラッセル。ジャケットにはスクーターにまたがるモッズ少年と、そのスクーターのミラーにザ・フーのメンバーの顔が写されている。ジャケットと写真集で主人公のモッズ少年役を演じたのは、テリー・ケネットという当時21歳の塗装工の青年だった。
本作からは「5時15分」がイギリスで、「愛の支配」と「リアル・ミー」がアメリカでシングルカットされた。
1979年、本作を元にした映画『さらば青春の光』が公開され、モッズ・リバイバル・ブームを引き起こした。2005年にはミュージカルQuadropheniaが上演された。さらに2015年にはロイヤル・フィルハーモニー管弦楽団によるオーケストラ版『Pete Townshend's Classic Quadrophenia』がリリースされるなど、『トミー』同様多様なメディアでの再現が行われている。タウンゼントは本作について「僕はザ・フーにとってこれが最後の傑作だったと思っている」と語っている。

## 経緯
1971年8月、ザ・フーは制作を中止したコンセプト・アルバム『ライフハウス』に使用する予定だった曲を収録したアルバム『フーズ・ネクスト』を発表し、9月下旬から11月上旬までイギリス、11月下旬から12月中旬までアメリカをツアーした。明くる1972年5月、彼等は新しいコンセプト・アルバム『Rock Is Dead—Long Live Rock!』の製作を開始した。だがタウンゼントはレコーディングを進めるうちに、自分達が『ライフハウス』の製作時と同じ状況をたどりつつある事を感じ取って、途中でこの作品を破棄してしまった。この年のザ・フーの新作は「ジョイン・トゥゲザー」と「奴らに伝えろ!」の2枚のシングルに留まったが、タウンゼントとエントウィッスルがそれぞれソロアルバムを発表し、ムーン以外の3人は、10月に発表されたロンドン交響楽団とイギリス室内合唱団の『トミー』に、ロッド・スチュワート、リンゴ・スター、スティーヴ・ウィンウッドらと共に独唱者として客演した。同年12月にはロンドンのレインボウ・シアターで、同じ顔ぶれを再度客演者に迎えたオーケストラ版『トミー』のチャリティー・コンサートが行なわれ、リンゴ・スターの代役として出演したムーンを含めてメンバー全員が揃ってステージに立った。
1973年5月、『四重人格』の制作が開始された。リハーサルは前作『フーズ・ネクスト』を録音したミック・ジャガー所有の別荘「スターグローヴス」で行われた。録音に先立ち、彼等はバタシーにあった古い教会にレコーディング設備を入れて、自分達の専用スタジオ「ランポート・スタジオ」を作った。このスタジオは本作の製作が始まった時点では設営中だったので、完成するまで彼等はロニー・レイン所有の移動式スタジオを利用した。上記『Rock Is Dead—Long Live Rock!』のセッションで製作された「ぼくの頭の中に」や「愛の支配」も流用された。ザ・フーのレコーディングではタウンゼントがイニシアチブを執ってきたが、彼は本作ではそれまで以上に強い支配権を持ち、レコーディングの全てを指揮したという。
本作には波の音や鳥の羽音などの効果音が入れられているが、これらは全て本作のために屋外で録音した実際の音である。波の音を録音するために海までレインの移動式ユニットを運び出したり、ある時にはマイクとレコーダーを川に落としてしまったり、録音作業には困難が付きまとった。タウンゼントは当初、本作をクアドロフォニック・サウンドにするつもりだったが、レコード盤の生産が制限されてしまうためこの計画は立ち消えとなった。録音は7月17日までに完了、ミキシングが8月から9月にかけて行われ、アメリカでは10月、イギリスでは11月に発表された。
本作は全英、全米の両チャートで2位を記録し、十分なヒット作と言えたが、エントウィッスルはベースの音が満足いく形でミキシングされていない事に不満を持ち、ダルトリーもボーカルとサウンドが単調になってしまっていると文句をつけた。この時期のダルトリーとタウンゼントの間には根深い対立が起こっており、10月に本作がアメリカで発表された直後、『四重人格』ツアーの開始直前に行なわれたリハーサルで、言い争いが殴り合いの喧嘩に発展してダルトリーがタウンゼントを病院送りにするという暴力沙汰が起きた。この他にも、後述するように本作からの曲がコンサートでうまく再現が出来ない事による問題や、それまで蜜月だったマネージャーのキット・ランバートと未払いのギャラをめぐって対立が起きるなど、様々な問題がザ・フーに纏わりつくようになっていた。タウンゼントは、ザ・フーをこのまま続けていくべきか疑問に思うようになったという。

## コンサート・パフォーマンス

### 1973年 - 1974年
本作発表に伴うツアーは1973年10月末からイギリス・ツアーに始まり、12月上旬までのアメリカ・カナダ・ツアーと年末のロンドンでの数回のコンサートを挟んで、翌1974年2月のフランス・ツアーまで続いた。
上記のとおり、本作ではシンセサイザーや効果音がふんだんに用いられ、収録曲の多くは複雑な構成を持っていたので、4人編成でしかも専属のキーボーディストがいない彼等だけで本作を再現するのは困難だった。そこでタウンゼントが急遽シンセサイザー、キーボードや金管楽器のパートと効果音をまとめたバッキング・テープを作成し、彼等はテープの再生音に合わせて演奏した。だがテープが会場の湿度や気温に影響されてうまく再生されず、そのタイミングがバンドの演奏と合わないといった問題が頻発し、彼等には大いに不満が残るツアーになってしまった。
開始直後の1973年11月5日のニューカッスル公演では、ステージ脇でテープを再生していたサウンド・エンジニアのボブ・プリデンがタイミングを間違えたので、激怒したタウンゼントが演奏を止めて彼をステージに引きずり出し、テープ器材にギターを叩きつけて破壊してステージを降りてしまうという事件が起きた。またテープの使用とは無関係の出来事としては、アメリカ・カナダ・ツアーの初日の1973年11月20日にサンフランシスコ近郊のデイリー・シティで開かれたコンサートで、ファンにもらった酒と動物用鎮静剤の混合液を本番前に飲んだムーンが本番中に昏倒し、残ったメンバーはやむを得ず観客からドラムを叩ける者を募り、立候補した一人をステージに上げて急場をしのぐという事があった。
全17曲の収録曲のうち、最初のイギリス・ツアーでは12曲、最後のフランス・ツアーでは9曲が取り上げられた。物語の内容が抽象的だったせいか、モッズなど1960年代のロンドンの若者文化をよく知らなかったせいか、観客の反応はいまひとつだった。タウンゼントとダルトリーは曲と曲の間に物語やその背景を説明して観客の理解を促したがが、説明が冗長になってコンサートの進行に逆効果を与えた弊害もあった。
1974年2月にツアーが終了した後、さらに同年4月から5月にかけてイギリスで、6月にニューヨークのマジソン・スクエア・ガーデンで、それぞれコンサートが4回ずつ開かれたが、セットリストには従来の定番曲が並び、本作の収録曲は3，4曲足らずだった。『四重人格』はタウンゼントの自信作だったが、彼の期待に反して『トミー』に代わるコンサートの屋台骨にはならなかった。

### 1996年 - 1997年
1996年6月、チャールズ皇太子主催のイベント「プリンシズ・トラスト」において、23年ぶりに『四重人格』のコンサートが行われた。ハイドパークで行われたこのショーでは、10人以上にも及ぶ豪華バックバンドを従え、さらに映画『さらば青春の光』で主演を務めたフィル・ダニエルズらがナレーションを務めた。このショーで初めて『四重人格』の全曲が演奏されたが、その後のツアーで『四重人格』の再演が本格化、翌1997年8月まで続いた。タウンゼントは1989年以降、かねてからの難聴が悪化したため、リードギターをサポートメンバーに任せていたが、このツアーの中盤から自ら重要パートを再び弾くようになった。

### 2010年代
2010年3月30日、ロイヤル・アルバート・ホール公演にて『四重人格』を再演。この日限りの公演ではパール・ジャムのエディ・ヴェダーやカサビアンのトム・ミーガンがゲスト出演した。
2012年から2013年にかけて、「Quadrophenia and More」と銘打ったツアーで、再び『四重人格』の全曲が披露された。2014年には、2013年7月のロンドン、ウェンブリー・アリーナ公演の模様を収めた映像作品『四重人格 ライヴ＆モア』がリリースされ、ビルボードのミュージックビデオ部門で1位を獲得する。

## リイシュー
1985年に初CD化。1996年にはリミックス版がリリースされる。本作は収録時間が80分を越えるため、『トミー』と異なりCD形態になっても2枚組で発表され続けている。その後、2000年代に入ってからザ・フーの他の作品が新リマスターで未発表曲を付属して続々再発された一方で、本作はしばらくの間リマスターも行われないままだったが、2011年、1996年リミックス版の新たなリマスターと共に未発表だったデモバージョンを収録したディレクターズ・カット・エディションをリリース。さらにこれに加え、一部楽曲を5.1chにリミックスしたDVDオーディオと、「5：15（5時15分）」の7インチシングル盤を同梱したボックスセットも発売された。2012年、オリジナルミックスのCD、SACD、24bit/192kHzのハイレゾ配信を日本のみで発売。2014年、ディレクターズ・カット・エディションのハイレゾ配信を開始。リミックス版だったオリジナルアルバム・パートはオリジナルミックスに変更。同年、オリジナルミックスの（ハイレゾ版とは別の）リマスター版と、新たなリミックス版を収録したBlu-rayオーディオ版が発売された。

## 収録曲

### オリジナル版（1973年）
- A面

1. ぼくは海 - I Am the Sea
2. リアル・ミー - The Real Me
3. 四重人格 - Quadrophenia
4. カット・マイ・ヘアー - Cut My Hair
5. 少年とゴッドファーザー - The Punk and the Godfather

- B面

1. ぼくは一人 - I'm One
2. 汚れた仕事 - The Dirty Jobs
3. ヘルプレス・ダンサー - Helpless Dancer
4. ぼくの頭の中に - Is It in My Head?
5. ぼくはもうたくさん - I've Had Enough

- C面

1. 5時15分 - 5:15
2. 海と砂 - Sea and Sand
3. 溺れるぼく - Drowned
4. ベル・ボーイ - Bell Boy

- D面

1. ドクター・ジミー - Doctor Jimmy
2. ザ・ロック - The Rock
3. 愛の支配 - Love Reign o'er Me

### ディレクターズ・カット・エディション（2011年）
- Disc1・Disc2
  - ※オリジナル・アルバム

- Disc3（デモテイク集）

1. リアル・ミー - The Real Me
2. 四重人格～四つの序曲 - Quadrophenia – Four Overtures
3. カット・マイ・ヘアー - Cut My Hair
4. フィル No. 1～ゲット・アウト・ステイ・アウト - Fill No. 1 – Get Out and Stay Out
5. クアドロフェニック～四つの顔 - Quadrophenic – Four Faces
6. ウィ・クロース・トゥナイト - We Close Tonight
7. ユー・ケイム・バック - You Came Back
8. ゲット・インサイド - Get Inside
9. ジョーカー・ジェイムス - Joker James
10. 少年とゴッドファーザー - Punk
11. ぼくは一人 - I'm One
12. 汚れた仕事 - Dirty Jobs
13. ヘルプレス・ダンサー - Helpless Dancer

- Disc4（デモテイク集）

1. ぼくの頭の中に - Is It in My Head?
2. エニー・モア - Anymore
3. ぼくはもうたくさん - I've Had Enough
4. フィルNo.2 - Fill No. 2
5. 魔法 - Wizardry
6. 海と砂 - Sea and Sand
7. 溺れるぼく - Drowned
8. イズ・イット・ミー - Is It Me?
9. ベル・ボーイ - Bell Boy
10. ドクター・ジミー - Doctor Jimmy
11. フィナーレ～ザ・ロック - Finale – The Rock
12. 愛の支配 - Love Reign O'er Me

- Disc5（DVD 5.1ch mix）

1. ぼくは海
2. リアル・ミー
3. 四重人格
4. アイヴ・ハッド・イナフ
5. 5:15（5時15分）
6. ドクター・ジミー
7. ザ・ロック
8. 愛の支配

## 参加ミュージシャン
ザ・フー
- ロジャー・ダルトリー - リードヴォーカル
- ジョン・エントウィッスル - ベース、ブラス、バッキングヴォーカル
- キース・ムーン - ドラムス、リードヴォーカル
- ピート・タウンゼント - 他全楽器、リード＆バッキングヴォーカル

ゲストミュージシャン
- クリス・ステイトン - ピアノ（「ダーティ・ジョブズ」、「5:15（5時15分）」、「ドゥローンド」）